# Estadio Nacional de Chile
Estadio Nacional de Chile (Chiles nationalstadion) er et stadion i Chiles hovedstad Santiago. Det er landets største stadion med plads til 76.600 personer og Chiles nationalstadion. Estadio Nacional de Chile stod færdig 3. december 1938. Arkitekturen er inspireret af det olympiske stadion i Berlin.

## Historie
Det bruges mest til fodboldkampe og var et af de stadions, der blev brugt ved VM i fodbold 1962 til åbningskampen, kvartfinalen, semifinalen, kampen om tredjepladsen og finalen. Det var stedet, hvor Chiles landshold fik sin vigtigste sejr nogensinde, nemlig 1-0 sejren over Jugoslavien i kampen om tredjepladsen den 16. juni 1962.
Under kuppet mod Salvador Allendes regering 11. september 1973 blev Estadio Nacional de Chile brugt af militæret som koncentrationslejr. I tiden efter kuppet blev 40.000 fanger tilbageholdt her, hvoraf mindst 5.000 mennesker blev henrettet, heriblandt den kendte musiker Victor Jara. Græsplænen blev brugt til fængsel, mens omklædningsrum og andre rum blev brugt til torturcentre.
I dag bruges Estadio Nacional som hjemmebane for både Chiles landshold og førstedivisionsklubben Universidad de Chile. Det bruges også til andre store begivenheder såsom politiske møder og velgørenhedsarrangementer.